# Bauhinia hagenbeckii
Bauhinia hagenbeckii är en ärtväxtart som beskrevs av Hermann August Theodor Harms. Bauhinia hagenbeckii ingår i släktet Bauhinia och familjen ärtväxter. Inga underarter finns listade i Catalogue of Life.